# Заслуженный артист Императорских театров

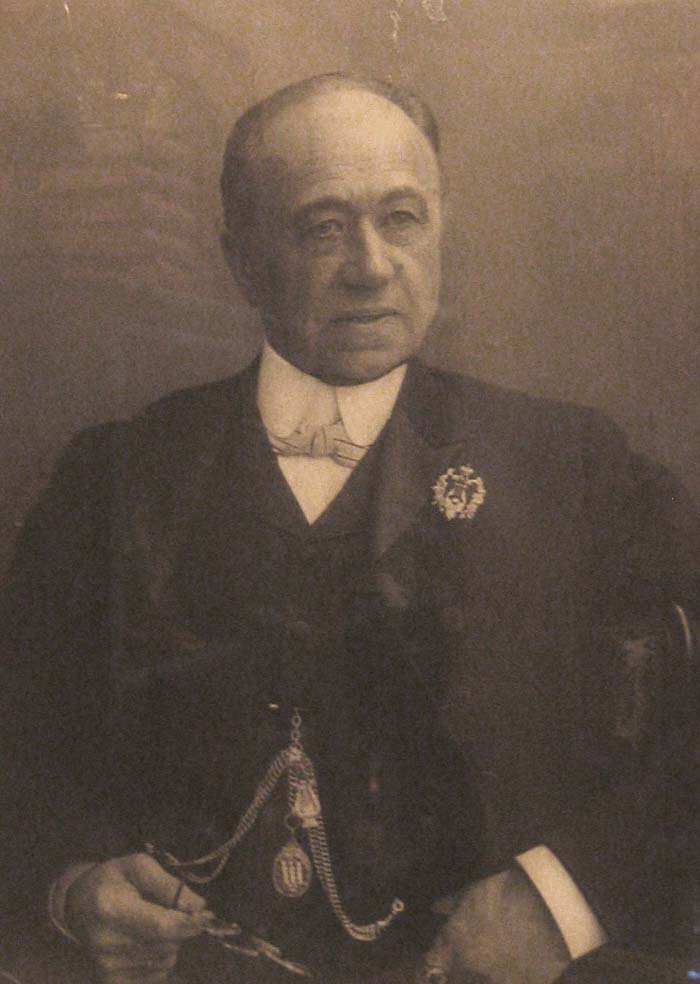
Фото Н. И. Музиля со знаком Заслуженного артиста Императорских театров.

Заслуженный артист Императорских театров — почётное звание для драматических артистов, артистов оперы и балета, работавших в Императорских театрах в Российской империи. Установлено в 1895 году.

## История
Не позднее 1846 года для артистов и музыкантов, работавших в Российской империи, жаловалось звание «Солист Его Императорского Величества», но которое не отмечалось каким-либо знаком отличия.
В 1888 году возникла мысль об установлении особого знака отличия для артистов Императорских театров, которые своим талантом и продолжительной артистической деятельностью заслуживают особого внимания и поощрения. Данная идея и общие основания новой почетной награды была одобрена Министром Императорского двора графом И. И. Воронцовым-Дашковым и получено было соизволение императора Александра III.
Однако только 25 февраля 1895 года императором Николаем II был утвержден проект «знака, учреждаемого для солистов Его Величества и для артистов Императорских Театров, прослуживших не менее 25-ти лет и удостоенных представления к пожалованию этим знаком». Рисунок знака был составлен художником К. К. Первухиным. Знак представлял собой голубую эмалевую лиру с золотым орнаментом и с золотой звездой наверху; лира заключена в лавровый венок, обвитый лентою и увенчанный Императорской короной; венок, ленты и корона — золотые. Знак имел 5 сантиметров высоты и 4 сантиметра ширины, носился на левой стороне груди.
Первое награждение знаком без присвоения звания «солиста» состоялось в ноябре 1895 года — его удостоилась актриса Александринского театра Е. Н. Жулева. Начиная с 1896 года подобных награжденных стали называть «заслуженными артистами»; окончательно это название закрепилось в наградной практике в конце 1890-х годов.
В 1896 году обладателями звания стали актёры Александринского театра: К. А. Варламов, В. Н. Давыдов и М. Г. Савина. Лауреату также вручалась грамота о присвоении звания.
Под почётное звание так и не было разработано детальное положение о порядке его присвоения, хотя чиновниками Министерства императорского двора Российской империи предпринимались попытки упорядочить практику присвоения звания.
Фактически представление о награждении возбуждалось заведующим артистическим коллективом (оркестром). Представление утверждалось директором Императорских театров и выносилось на утверждение Министром императорского двора.
В сравнении с ранее учрежденным в Российской империи званием «Солист Его Императорского Величества» звание «Заслуженный артист» не являлось ему равнозначным и рассматривалось как звание «низшей ступени».
После Февральской революции 1917 года звание «Заслуженный артист Императорских театров» фактически было переименовано в звание «Заслуженный артист государственных театров». Первым артистом получившим звание в такой формулировке стал И. А. Помазанский, представление на награждение которого было утверждено 9 июня 1917 года Временным правительством.